# Līgatne
Līgatne ( výslovnost) je město v Lotyšsku a správní centrum stejnojmenného kraje. V roce 2010 zde žilo 1 239 obyvatel.